# Алениус, Инга-Бритт
Инга-Бритт Моника Стигсдортер Алениус (швед. Inga-Britt Monica Stigsdotter Ahlenius; род. 19 апреля 1939) — шведская писательница, государственная служащая и бывший заместитель генерального секретаря Управления служб внутреннего надзора ООН (УСВН).

## Биография
Алениус родилась в шведском городе Карлстад. Она получила степень в области делового администрирования в Стокгольмской школе экономики и начала свою карьеру в экономическом секретариате крупнейшего коммерческого банка Швеции Handelsbanken.
В период с 1968 по 1993 год занимала различные посты в Министерстве торговли и промышленности и в Министерстве финансов Швеции, в том числе была руководителем Бюджетного департамента с 1987 года. С 1993 года она является членом Шведской королевской академии инженерных наук.
Она занимала должность генерального аудитора Шведского государственного аудиторского бюро с 1993 по 2003 год. С 2003 году она занимала должность генерального аудитора Косово.
Во время её полномочий в качестве генерального аудитора она занимала несколько международных должностей. Она возглавляла Комитет по стандартам аудита ИНТОСАИ в течение восьми лет и в 1993—1996 годах была председателем совета управляющих Европейской организации высших органов финансового контроля (ЕВРОСАИ).
Альениус также была членом Комитета независимых экспертов, который был созван Европейским парламентом с мандатом расследование случаев коррупции и злоупотреблений властью в Европейской комиссии. Доклад комитета привёл к отставке комиссии.
Алениус была назначена заместителем генерального секретаря Управления служб внутреннего надзора ООН на пятилетний срок с 15 июля 2005 года. После этого назначения она открыто выступала с резкой критикой генерального секретаря ООН Пан Ги Муна. Свою критику она подробно изложила в книге Mr Chance (название отсылает к садовнику Чэнсу, персонажу трагикомедии «Будучи там»).
Комментируя коррупционный скандал ФИФА 2015 года, Алениус предложила отойти от презумпции невиновности, чтобы обвиняемый должен был доказывать отсутствие своей вины.

## Сочинения
- Niklas Ekdal with Inga-Britt Ahlenius: Mr Chance: — FN:s förfall under Ban Ki-moon [Mr Chance—the UN’s decay under Ban Ki-moon]. Stockholm 2011. ISBN 978-91-7337-271-8.